# Lord Peter Wimsey
Lord Peter Wimsey eller Lord Peter Death Bredon Wimsey, är en romanfigur i en serie detektivromaner och noveller av Dorothy Sayers. Lord Peter är något excentrisk och har brott som sin hobby. Han löser mysterier och mordgåtor med stor entusiasm och uppfinningsrikedom.

## Biografi
Lord Peter, född 1890, är den yngre brodern till Gerald Christian, den 16:e hertigen av Denver, (Duke of Denver). Han har även en yngre syster, Lady Mary. 
Han är son till Mortimer Wimsey, den 15:e hertigen Denver och Honoria Lucasta Delagardie, dotter till Francis Delagardie of Bellingham Manor, Hants.
Han gifte sig sedermera med Harriet Deborah Vane (senare Lady Peter Wimsey), med vilken han fick tre söner.
Lord Peter har gått på privatskolan Eton och avslutade sina studier vid Oxford University (Balliol College) 1912.
Han beskrevs av Sayers vara av medellängd, atletisk och smärt, med avlångt ansikte, grå ögon, halmfärgat hår och monokel.  I andra sammanhang beskrivs han som kortvuxen.
Dorothy Sayers skapade Lord Peter till något av en önskedröm: Rik, intelligent, artig, vaksam, underhållande, rolig, bildad, skarptänkt och känslig, alltid perfekt välklädd och med smak för det goda i livet. Han har likaså många talanger: är en skicklig diplomat, en begåvad detektiv, har känsla för konst och estetik, är en sensitiv och talangfull pianospelare, och kan även spela cricket, rida, och skjuta. Han samlar på förstahandsutgåvor av olika litterära och historiska skrifter, så kallade inkunabler. Han talar flera språk flytande, har ett utsökt sinne för humor och en god portion självironi. Lord Peter kör en lyxig fyrsitsig Daimler Double Six 1927  som han lekfullt har döpt till "Mrs. Merdle".  
Dorothy Sayers skrev att när hon uppfann karaktären Lord Peter, var hon fattig och i mycket små omständigheter. Hon skrev i ”How I Came to Invent the Character of Lord Peter Wimsey” (Hur jag hittade på karaktären Lord Peter Wimsey), att det roade och piggade upp henne att ge honom en stor inkomst och all tänkbar lyx.  
Efter att ha varit vid fronten i första världskriget, där han tjänstgjorde som major, har Lord Peter drabbats av två personliga tragedier. Hans fästmö har lämnat honom och han fick granatchock, en fördröjd chockeffekt. Han plågades i flera månader av mardrömmar och hallucinationer. Hans trogna före detta kalfaktor Mervyn Bunter, som blev Lord Peters betjänt efter kriget, vårdade honom på Denver, på släktgodset Bredon Hall, i Norfolk.
När han hämtat sig någorlunda, installerade Bunter Lord Peter i en lägenhet i London, en luxuös ungkarlsvåning på Piccadilly Street 110 A. Våningen, som hade ett gul-svart färgschema, med honungsfärgade Aubussonmattor, bibliotek med svarta bokhyllor, med venetiansk spegel ovanför den öppna eldstaden, Chesterfieldsoffor, bekväma fåtöljer och en svart piano, blev till Lord Peters högkvarter. Efter sitt tillfrisknande började Lord Peter intressera sig för kriminalgåtor. Åren 1920-30 löste han en del invecklade mordgåtor. Han hjälpte sin bror Gerald att bevisa sin oskuld efter att ha blivit orättvist anklagad för mordet på Lady Marys fästman (En sky av vittnen) och han rentvådde Harriet Vane, detektivromanförfattare, från anklagelsen att ha förgiftat sin älskare (Oskuld och arsenik). Lord Peters känslor för sin hobby är inte entydiga. Han har sina motsägelsefulla och ibland motsträviga känslor och tvivel kring tanken på att som hobby fånga kriminella element.
Inte sällan får han en del inre strider att kämpa med när han väl lyckas.  
Lord Peter Wimsey är inte någon ensamvarg, utan har många samarbetspartners och löser sina uppdrag med hjälp av många olika medhjälpare. Han har löst de flesta mordgåtorna i nära samarbete med Scotland Yard-detektiven Charles Parker, som också har blivit hans bästa vän. Förutom Parker har han en egen detektivbyrå och även Bunter är nära engagerad i de olika mysterierna.  
Romanerna är fyllda av kulturhistoriska och litterära antydningar, samtidigt som de är skrivna på ett både underhållande och spännande sätt, med en skarpsinnig psykologisk insikt om människonaturen. De kan betraktas inte enbart som detektivromaner utan även som skönlitteratur.
Lord Peter Wimsey spelades av Ian Carmichael i flera populära brittiska TV-serier i början på 1970-talet.
Edward Petherbridge spelade Lord Peter för BBC Television 1987, där tre av de fyra stora Wimsey/Vane-romanerna ("Oskuld och arsenik", "Drama kring ung dansör" och "Kamratfesten")

## Böcker och noveller om Lord Peter Wimsey
- 1923 - Lord Peters största affär (Whose Body?)
- 1926 - En sky av vittnen (Clouds of Witness)
- 1927 - Naturlig död? (Unnatural Death)
- 1928 - Pinsamt intermezzo på Bellonaklubben (The Unpleasantness at the Bellona Club)
- 1928 - Lord Peter griper in (Lord Peter Views The Body) (noveller)
- 1929 - Oskuld och arsenik (Strong Poison)
- 1931 - Fem villospår (The Five Red Herrings)
- 1932 - Drama kring ung dansör (Have His Carcase)
- 1932 - Lord Peter Wimsey och andra figurer (Hangman's Holiday) (noveller)
- 1933 - Mördande reklam (Murder Must Advertise)
- 1934 - De nio målarna (The Nine Tailors)
- 1936 - Kamratfesten (Gaudy Night)
- 1937 - Lord Peters smekmånad (Busman's Honeymoon)
- 1939 - Bitande bevis (In the Teeth of the Evidence) (noveller)
- 1942 - Talboys (Novell)

- The Wimsey Papers (1939–49 – publicerad av Sayers i The Spectator)

- 1972 - Lord Peter (samlingsvolym med samtliga Lord Peter-noveller)
- 1998 - Lord Peters sista fall (Thrones, Dominations) (påbörjad av Sayers avslutad av Jill Paton Walsh)
- 2002 - A Presumption of Death  – Roman av Jill Paton Walsh, vagt baserat på “The Wimsey Papers”.